# الكداهي (الظهار)
الكداهي هي إحدى قرى عزلة انامر بمديرية الظهار التابعة لمحافظة إب، بلغ تعداد سكانها 940 نسمة حسب تعداد اليمن لعام 2004.